# Malatiná
Malatiná (em húngaro: Malatina) é um município da Eslováquia, situado no distrito de Dolný Kubín, na região de Žilina. Tem 19,14 km² de área e sua população em 2018 foi estimada em 820 habitantes.

## Demografia
| Ano:        | 1994 | 2004   | 2014   | 2024   |
| ----------- | ---- | ------ | ------ | ------ |
| Broj ljudi: | 855  | 824    | 815    | 819    |
| Razlika:    |      | -3,62% | -1,09% | +0,49% |

| Ano:               | 2023 | 2024   |
| ------------------ | ---- | ------ |
| Número de pessoas: | 820  | 819    |
| Diferença:         |      | -0,12% |